# Teurthéville-Hague
Teurthéville-Hague ist eine französische Gemeinde mit 1.029 Einwohnern (Stand: 1. Januar 2022) im Département Manche in der Region Normandie (vor 2016 Basse-Normandie). Sie gehört zum Arrondissement Cherbourg. Die Einwohner werden Teurthévillais genannt.

## Geografie
Teurthéville-Hague liegt auf der Halbinsel Cotentin acht Kilometer südwestlich von Cherbourg-en-Cotentin. Nachbargemeinden von Teurthéville-Hague sind La Hague im Norden, Sideville im Osten, Virandeville im Süden und Südosten, Saint-Christophe-du-Foc und Sotteville im Süden, Helleville im Südwesten sowie Héauville im Westen und Südwesten.
| Bevölkerungsentwicklung    | Bevölkerungsentwicklung | Bevölkerungsentwicklung | Bevölkerungsentwicklung | Bevölkerungsentwicklung | Bevölkerungsentwicklung | Bevölkerungsentwicklung | Bevölkerungsentwicklung | Bevölkerungsentwicklung |
| -------------------------- | ----------------------- | ----------------------- | ----------------------- | ----------------------- | ----------------------- | ----------------------- | ----------------------- | ----------------------- |
| Jahr                       | 1962                    | 1968                    | 1975                    | 1982                    | 1990                    | 1999                    | 2006                    | 2018                    |
| Einwohner                  | 566                     | 541                     | 460                     | 563                     | 731                     | 746                     | 823                     | 1050                    |
| Quellen: Cassini und INSEE |                         |                         |                         |                         |                         |                         |                         |                         |

## Sehenswürdigkeiten
- Kirche Notre-Dame aus dem 15. Jahrhundert
- Schloss Neretz aus dem 19. Jahrhundert